# Clemens Fritz
Clemens Fritz (ur. 7 grudnia 1980 w Erfurcie) – niemiecki piłkarz występujący na pozycji obrońcy. W 2017 roku zakończył karierę zawodniczą.

## Kariera klubowa
Fritz jako junior grał w klubach Rot-Weiß Erfurt, VfB Leipzig oraz ponownie Rot-Weiß Erfurt. W sezonie 1999/2000 został włączony do jego pierwszej drużyny, grającej w oberlidze (IV liga, grupa Thüringen). W pierwszym awansował z klubem do Regionalligi Süd. W 2001 roku zajął z klubem 15. miejsce w tych rozgrywkach i spadł z nim z ligi. Wówczas jednak odszedł z klubu. Przeszedł do drugoligowego klubu Karlsruher SC. W 2. Bundeslidze zadebiutował 29 lipca 2001 w wygranym 1:0 meczu z FC Schweinfurt 05. Od czasu debiutu Fritz stał się podstawowym graczem Karlsruher SC. W tym klubie grał przez dwa lata.
W 2003 roku podpisał kontrakt z pierwszoligowym Bayerem 04 Leverkusen. W Bundeslidze pierwszy występ zanotował 9 listopada 2003 przeciwko FC Schalke 04 (3:1). 8 maja 2004 w wygranym 2:0 pojedynku z 1. FC Köln Fritz strzelił pierwszego gola w trakcie gry w Bundeslidze. W sezonie 2003/2004 pełnił rolę rezerwowego w Bayerze (14 meczów, 1 gol). W następnym nie rozegrał żadnego spotkania, a w sezonie 2005/2006 był podstawowym graczem Bayeru (29 meczów, 1 gol).
Latem 2006 roku został zawodnikiem innego pierwszoligowca – Werderu Brema. W jego barwach zadebiutował 1 sierpnia 2006 w wygranym 1:0 półfinałowym meczu Pucharu Ligi Niemieckiej z Hamburgerem SV. Cztery dni później Werder został zwycięzcą Pucharu Ligi Niemieckiej, jednak Fritz nie zagrał w finale. W sezonie 2006/2007 grał z klubem w Lidze Mistrzów, ale Werder zajął 3. miejsce w swojej grupie i został przesunięty do Pucharu UEFA, w którym dotarł do półfinału. W sezonie 2007/2008 Fritz wywalczył z klubem wicemistrzostwo Niemiec. W 2009 roku zdobył z Werderem Puchar Niemiec. Zagrał z nim także w finale Pucharu UEFA, ale Werder przegrał tam po dogrywce 1:2 z Szachtarem Donieck.

## Kariera reprezentacyjna
W 2001 roku Fritz rozegrał jedno spotkanie w reprezentacji Niemiec U-21. W kadrze seniorskiej zadebiutował 7 października 2006 w wygranym 2:0 towarzyskim meczu z Gruzją. 2 czerwca 2007 w wygranym 6:0 meczu eliminacji Mistrzostw Europy 2008 z San Marino. W 2008 roku Fritz został powołany do kadry na Mistrzostwa Europy. Zagrał na nich w czterech meczach, a Niemcy zajęli tam drugie miejsce (porażka w finale z Hiszpanią 0:1).